# Golejów (województwo dolnośląskie)
Golejów – wieś w Polsce położona w województwie dolnośląskim, w powiecie lwóweckim, w gminie Lubomierz.

## Położenie
Golejów to wieś łańcuchowa o długości około 2,1 km, leżąca na Pogórzu Izerskim, we wschodniej części Wzgórz Radoniowskich, na wysokości około 320–440 m n.p.m.

## Podział administracyjny
W latach 1975–1998 miejscowość administracyjnie należała do województwa jeleniogórskiego.

## Zabytki
Do wojewódzkiego rejestru zabytków wpisany jest:
- kościół parafialny pw. śś. Feliksa i Adaukta, z 1784 r., przebudowany w 1843 r.